# Сербы (этноним)
«Се́рбы» — один из этнонимов славян (в том числе современных сербов).

## Происхождение
Сербы — один из древнейших этнонимов славян (наряду с венедами, антами, хорватами, дулебами, а также общим самоназванием славян — словене). Ряд исследователей считает этноним древнейшим из известных названий славян. Он сохранился в самоназвании южнославянского народа — сербов (серб. Срби / Srbi — «сербы») и западнославянского — лужичан/лужицких сербов (н.-луж. Serby — «сербы», в.-луж. Serbja — «сербья», нем. Sorben — «сорбы», также устар. нем. Wenden — «венды»). В трудах византийского императора Константина Багрянородного встречается этноним греч. Σερβιοι применительно к восточно-славянскому племени, которая может быть искажённым названием племени северян. Согласно П. Шафарику (ум. 1861) этноним серб образован от праславянских форм *sьrbъ и *sъrbъ, производных от индоевропейского слова, означавшего «сеять, родить, производить». Из него позднее появилось значение «принадлежащий тому же роду» (Фасмер, 1987). Г. А. Ильинский, с которым соглашается лингвист Г. Ф. Ковалёв, связывал слово серб с укр. присербитися — «присоединиться» и пасерб — «пасынок», этимология восходит к древнему значению серб — «человек». К этому кругу значений относит этноним немецкий исследователь Х. Шустер-Шевц (1985), приводя русское диалектное слово серба́ть — «хлебать». На другое происхождение этнонима указывает К. Мошиньский и другие исследователи, которые выводят слово серб от *serv — «охранять, сторожить». История этнонима относится к индоиранским языкам, в оппозиции земледельцев скотоводам. Этноним серб может быть связан с лат. servus — «раб». Ряд исследователей начиная с Л. Нидерле (ум. 1944) полагают, что этноним возник как название, данное сарматами славянам на территории Венгрии.
Население Боснии времён Матвея Нинослава в первой половине XIII века в грамотах бана именовалось «сербами» (церк. -сл. срьблинь). В XIV веке при бане Степане Котороманиче усилиями банской канцелярии был введён новый этноним — «бошняне» (боснийцы). В то же время ещё применялось старое «сербское» обозначение этнической принадлежности: так, грамоты бана 1333 года были названы «сербскими», в отличие от их копий на латинском языке.